# Felsődiós
Felsődiós (más néven Németdiós, szlovákul Horné Orešany, németül Obernussdorf / Deutsch-Nussdorf) község  Szlovákiában, a Nagyszombati kerületben, a Nagyszombati járásban.

## Fekvése
Nagyszombattól 13 km-re északnyugatra fekszik.

## Története
1296-ban Gyóws néven említik először. 1388-ban Zsigmond király a korláti uradalommal együtt hívének, Stíbornak adta. Az adománylevélben a falu villa regalis, azaz királyi faluként szerepel. 1356-ban a Rajna vidékéről német telepesek érkeztek ide. 1392-ben már állt Szent Miklós tiszteletére szentelt temploma. Több birtokos után végül a Pálffy és Ordódy család szomolányi uradalmának része lett. 1582-ben mezővárosként vásártartási jogot kapott. A 16. században számos, a török elől menekülő több horvát család telepedett le itt. 1547-ben habánok érkeztek a községbe. A 18. század végén növényi olajat, borecetet és borkősavat előállító üzem működött a területén. Lakói szőlőtermesztéssel, mezőgazdasággal, állattartással és halászattal foglalkoztak, emellett több céh is működött a településen. A 19. század végén és a 20. század elején lakói közül sokan vándoroltak ki Amerikába.
Vályi András szerint „Felső Diós. Ober Nuszdorf. Horne Orezani. Elegyes tót Mező Város Poson Vármegyében, földes Ura Gróf Pálfy Uraság, lakosai katolikusok, fekszik Nagy Szombattól mint egy két mértföldnyire, szőlö hegyek alatt, határja az előbbenihez hasonlító, bora nevezetes, és meszsze elhordattatik; malmai is nevezetesek, ’s lisztet Bécsbe is hordanak néha, legelője szűk, kaszállója hasonlóképen, második Osztálybéli.”
Fényes Elek szerint „Felső-Diós, (Horne Oresány), Pozson m. tót mező-város, Alsó-Diós mellett, 1337 kath., 6 zsidó lak. Kath. paroch. templommal. Határja ennek is szintolly termékeny; bora hasonló; de szántóföldje több. F. u. gr. Pálffy Ferencz.”
A trianoni békeszerződésig Pozsony vármegye Nagyszombati járásához tartozott.

## Népessége
| Év:            | 1994. | 2004.   | 2014.   | 2024.   |
| -------------- | ----- | ------- | ------- | ------- |
| Emberek száma: | 1840  | 1851    | 1910    | 1919    |
| Eltérés:       |       | +0,59 % | +3,18 % | +0,47 % |

| Év:            | 2023. | 2024.   |
| -------------- | ----- | ------- |
| Emberek száma: | 1948  | 1919    |
| Eltérés:       |       | -1,48 % |

1880-ban 1229 lakosából 47 német és 1136 szlovák anyanyelvű volt.
1890-ben 1480 lakosából 15 magyar, 75 német és 1382 szlovák anyanyelvű volt.
1900-ban 1607 lakosából 21 magyar, 82 német és 1494 szlovák anyanyelvű volt.
1910-ben 1584 lakosából 31 magyar, 60 német és 1484 szlovák anyanyelvű volt.
1921-ben 1685 lakosából 48 magyar, 11 német és 1608 csehszlovák volt.
1930-ban 1789 lakosából 2 magyar, 42 német, 3 zsidó, 1719 csehszlovák és 23 állampolgárság nélküli volt.
1970-ben 2160 lakosából 1 magyar és 2146 szlovák volt.
1980-ban 2056 lakosából 1 magyar és 2039 szlovák volt.
1991-ben 1910 lakosából 1 magyar és 1900 szlovák volt. 
2001-ben 1811 lakosából 1 magyar és 1789 szlovák volt.
2011-ben 1893 lakosából 1 magyar és 1866 szlovák.

## Neves személyek
- Itt született 1702-ben Dezericzky Ince piarista szerzetes, történetíró
- Itt született 1787-ben Farkas Antal katolikus pap.
- Itt szolgált Jedlicska Pál (1844-1917) római katolikus plébános, kanonok, egyházi író, helytörténész.

## Nevezetességei

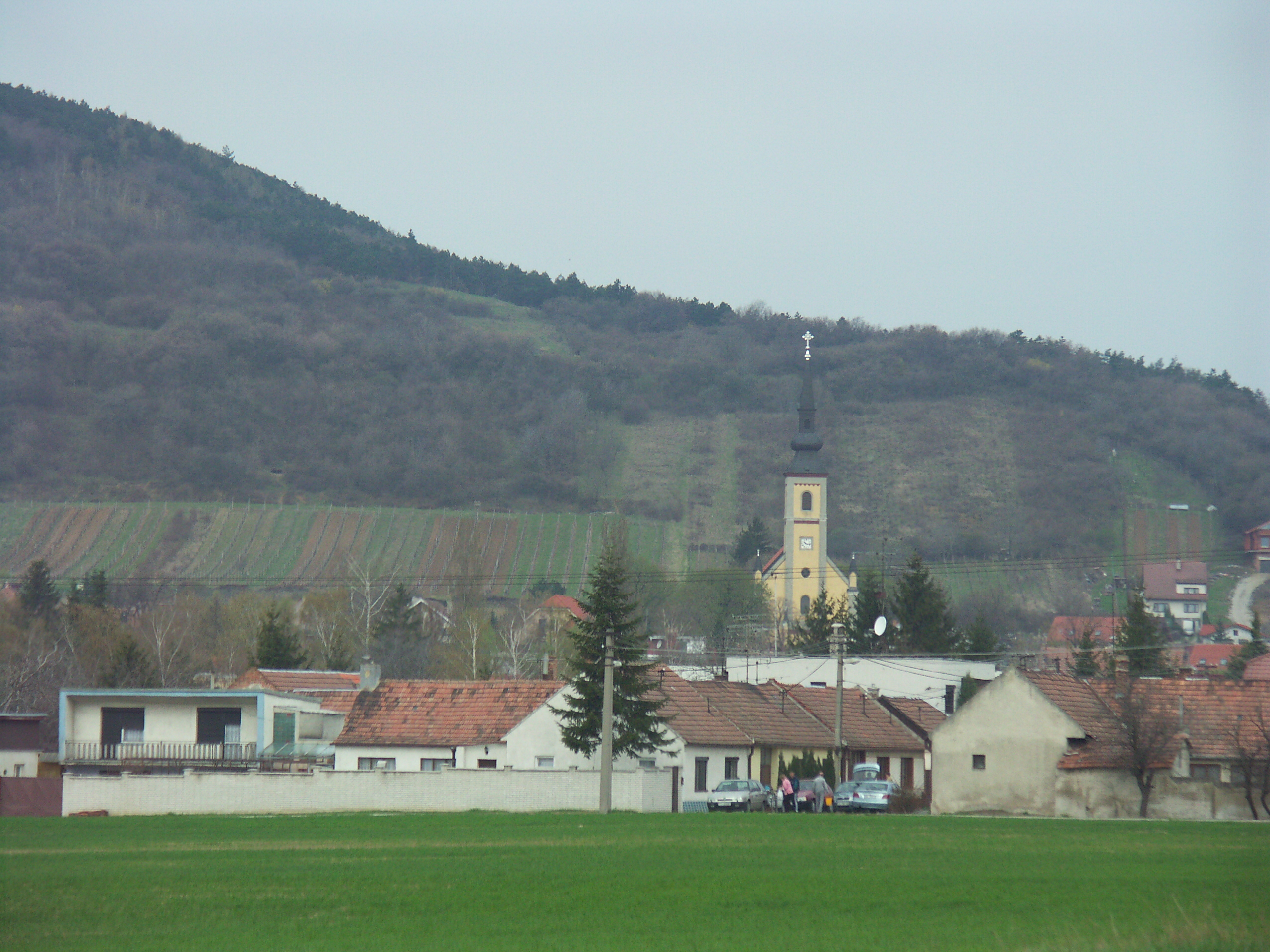
A templom
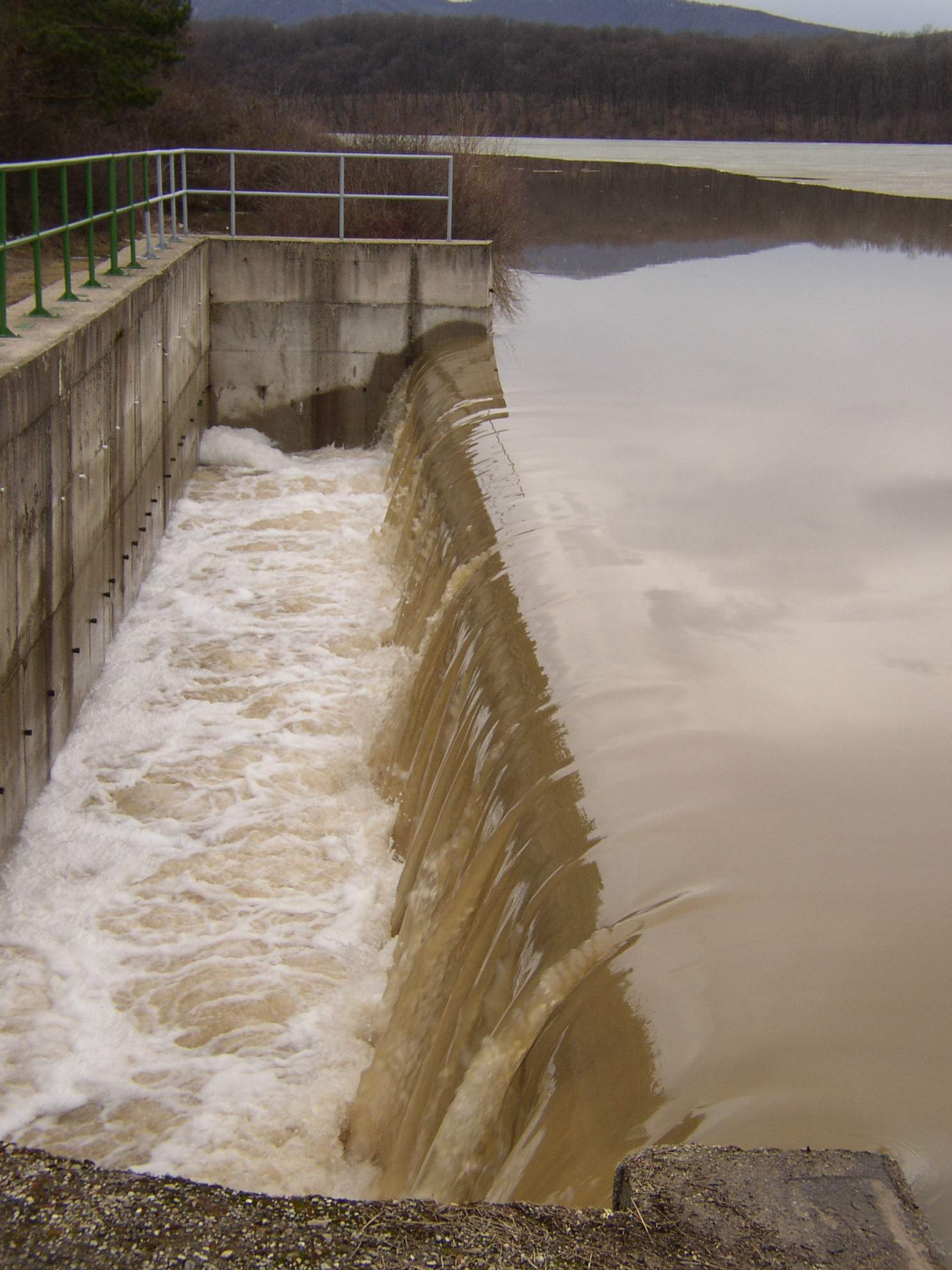
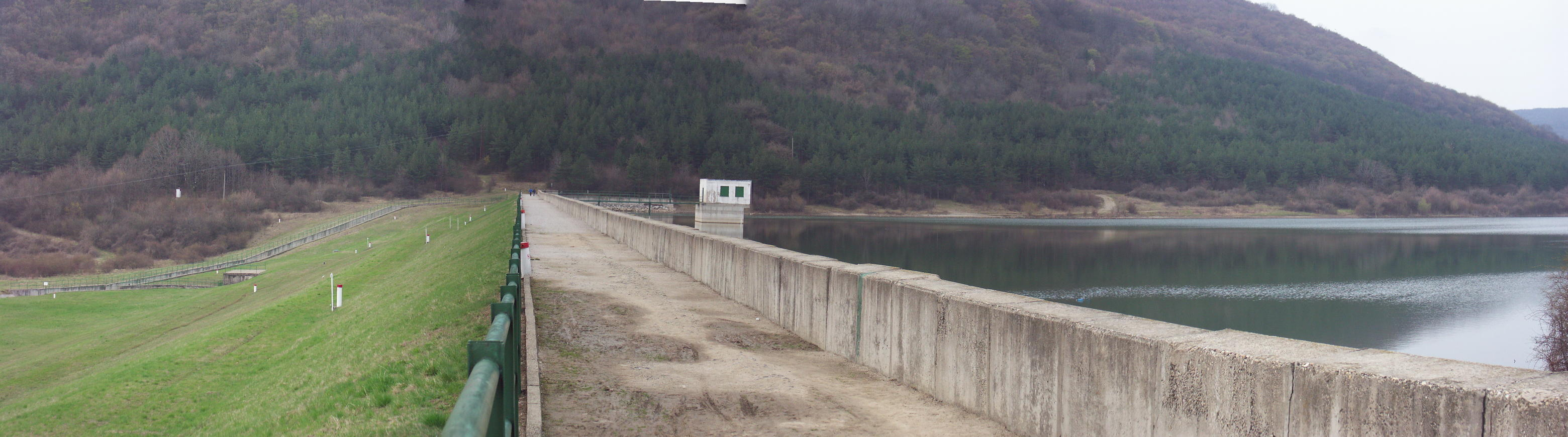

- Római katolikus temploma 1758 és 1764 között, tornya 1859-ben épült.
- A falu határában szőlő és gyümölcsösök között van Majdan kegykápolnája, amely búcsújáróhely.

## Külső hivatkozások
- Hivatalos oldal
- Községinfó
- Felsődiós Szlovákia térképén
- Nemhivatalos oldal
- E-obce.sk